# Eliza Amy Hodgson
Eliza Amy Hodgson (Havelock North, 10 oktober 1888 – Hastings, 7 januari 1983) was een Nieuw-Zeelands botanicus en was een autoriteit op het gebied van levermossen. 

## Biografie
Eliza Amy Hodgson werd geboren op 10 oktober 1888 in Havelock North als dochter van de agrariër Hugh Campbell en Amy Allott. Ze doorliep Pukahu primary school waarna ze doorstroomde naar Napier Girls’ High School. Daar raakte ze door de hoofdmeesteres Bessie Spencer geïnteresseerd in botanie en Spencer leerde haar met een microscoop werken. Na het voltooien van haar opleiding bleef Amy bij haar ouders wonen en geef ze voor enige tijd les aan haar oude middelbare school. In 1912 trouwde ze met  John Hodgson, een werknemer van haar vader. Niet veel later begon ze met het verzamelen van monsters van varens en andere planten. In 1925 verhuisde ze naar een boerderij ten zuiden van Wairoa. Aldaar ontmoette ze G.O.K. Sainsbury, een amateurbotanicus die zich toegelegde op mossen. Hij werd haar vriend en mentor. Maar in tegenstelling tot Sainsbury legde Amy zich toe op de levermossen. 
Amy had de wens om wetenschappelijke publicaties en handboeken over levermossen op haar naam te hebben maar had geen universitaire opleiding gevolgd. Gewapend met een tweedehands microscoop ging ze aan de slag en publiceerde in 1930 haar eerste wetenschappelijk artikel. Omdat ze in veraf woonde was ze gedwongen om via de post contact te onderhouden met vakgenoten. Zo hielp ze via de post de Duitser Theodor Herzog met het schrijven van een artikel over veertien nog niet eerder beschreven levermossoorten. Ze publiceerde gedurende haar leven meer dan dertig artikelen en beschreef ze twee nieuwe families en negen nieuwe geslachten van levermossen. 
Het werk van Amy is niet onopgemerkt gebleven. Ze werd ze in 1946 benoemd tot erelid van de British Bryological Society. Ook was ze lid van de Royal Society of New Zealand en de Linnean Society of London. In 1976 ontving ze een eredoctoraat van Massey University. Ook zijn de levermossoorten Lejeunea hodgsoniana en Lepidolaena hodgsoniae naar haar vernoemd. 
Amy overleed op 94-jarige leeftijd in Hastings.